# Jean Rey (politico)
Jean Rey (Liegi, 15 luglio 1902 – Liegi, 19 maggio 1983) è stato un avvocato e politico belga.
Fu più volte ministro e commissario europeo, presidente della Commissione europea dal 1967 al 1970.

## Provenienza e formazione
Il padre di Rey era un pastore protestante di origine svizzera. La sua famiglia era attiva sia a livello politico che sociale.
Rey studiò giurisprudenza all'Università di Liegi ottenendo la laurea nel 1926. Iniziò la carriera come avvocato alla Corte di appello di Liegi.

## Carriera politica

### Carriera a livello nazionale
La carriera politica di Rey cominciò all'interno del movimento vallone e per tutta la vita egli fu molto attivo nella difesa degli interessi della Vallonia. Si iscrisse al Partito Liberale e nel 1935 venne eletto consigliere comunale di Liegi. Nel 1939 venne eletto alla Camera dei rappresentanti.
Allo scoppio della seconda guerra mondiale Rey si oppose alla politica di neutralità dello stato belga. Nel 1940 venne catturato dall'esercito tedesco e trascorse il resto della guerra nel campo di concentramento per ufficiali "Oflag XD" vicino a Fischbeck. Nel campo aderì alla loggia massonica clandestina "L'Obstinée".
Nel 1947 Rey si dichiarò a favore della trasformazione del Belgio in uno stato federale e presentò una proposta di legge che andava in quel senso, ma che non ottenne seguito.
Durante la campagna elettorale per il referendum sul rientro in patria del re Leopoldo III del 1950 Rey sostenne il no al rientro. Propose inoltre che i voti fossero conteggiati regione per regione (Fiandre, Vallonia e Bruxelles) e che per l'approvazione del rientro fosse necessaria l'approvazione di tutte e tre le regioni.
L'11 agosto 1949 Rey venne nominato ministro della ricostruzione nell'ambito del primo governo guidato da Gaston Eyskens, che rimase in carica fino al 6 giugno 1950. Tra il 23 aprile 1954 al gennaio 1958 partecipò al quarto governo guidato da Achille Van Acker come ministro dell'economia. In tale veste Rey partecipò ai negoziati per i Trattati di Roma.

### Commissione europea
Il 10 gennaio 1958 Rey divenne l'unico membro belga della prima Commissione europea. Gli venne assegnata la delega alle relazioni esterne e al commercio, che gli fu riconfermata anche nella successiva Commissione Hallstein II. Come commissario Rey fu uno dei protagonisti della sessione di negoziati per la liberalizzazione dei commerci mondiali indicata come "Kennedy round" (1964-1967).
Dopo le dimissioni di Walter Hallstein dalla presidenza della Commissione europea nel 1967, Rey venne nominato presidente al suo posto. Fu il primo e finora unico presidente della Commissione di provenienza belga. Rey entrò in carica il 1º luglio 1967, lo stesso giorno in cui entrò in vigore la fusione degli esecutivi comunitari, per cui egli fu il primo presidente della "Commissione delle comunità europee". Rimase in carica fino al 1970.
Convinto federalista, durante la sua presidenza Rey promosse il rafforzamento delle istituzioni comunitarie. In particolare ottenne un rafforzamento dei poteri del Parlamento europeo ed auspicò la sua elezione diretta da parte dei cittadini.
Nel 1968 giunse inoltre a compimento l'unione doganale.
Rey fu uno dei protagonisti del vertice europeo dell'Aja del 1969, che approvò una serie di misure di rilancio e di accelerazione dell'integrazione europea, tra cui il progetto di creazione di un'unione economica e monetaria europea e la scelta di avviare la cooperazione politica europea. Al vertice dell'Aja venne anche approvata l'apertura dei negoziati per l'ingresso del Regno Unito, dell'Irlanda, della Danimarca e della Norvegia nelle Comunità europee. Al vertice di Lussemburgo del 1970 Rey riuscì ad ottenere l'appoggio dei governi degli stati membri alla sua proposta di dotare la CEE di risorse proprie, evitando di basare il suo bilancio solo sui trasferimenti dagli stati membri.

### Esperienze politiche successive
Dal 1974 al 1978 Rey presiedette il Movimento europeo e fu membro della Fondazione per l'Europa "Jean Monnet".
Rey continuò anche ad essere attivo nella politica belga. Inizialmente attivo all'interno del Partito della Libertà e del Progresso unitario, nel 1972 fu tra i fondatori del Partito della Libertà e del Progresso di Vallonia. Nel 1976 il partito assunse il nome di Partito delle Riforme e della Libertà di Vallonia e nel 1979 di Partito Riformatore Liberale.
Nel 1979 Rey venne eletto al Parlamento europeo. Si dimise l'anno successivo.

## Altre attività
Dal 1964 al 1974 Rey presiedette il consiglio del Collegio d'Europa a Bruges.